# Barténevka
Barténevka (en rus: Бартеневка) és un poble de l'óblast de Saràtov, a Rússia, segons el cens del 2010 tenia 1.100 habitants. Pertany al districte municipal d'Ivantéievka.